# Osnovna algebra
Osnovna ili apstraktna algebra je disciplina matematike koja se bavi primjenom logike za građenje formalne osnove za matematiku. Današnja se algebra može gledati kao pokušaj uopćavanja već tisućljećima znanih svojstava brojeva i aritmetičkih operacija (zbrajanja, oduzimanja, množenja, i dijeljenja) uz njih, a i postavljanjem istih već poznatih pravila na tvrdi temelj u današnoj formalnoj logici.
Tako u apstraktnoj algebri postoje tzv. algebarski prstenovi (skupovi brojeva). Simbolično se nazivaju prstenovima jer su zatvoreni i beskonačni (npr. zbrajanje i množenje bilo kojeg prirodnog broja opet daje prirodni broj).

## Povijest
Formalna algebra počinje u osamnaestom stoljeću. U to vrijeme Leonhard Euler pokreće svoje sistematsko istraživanje svojstava brojeva, posebno prim brojeva. Njegovi su rezultati postali osnovom discipline teorije brojeva. Kasnije se, u bližim istraživanjima poopćenih algebarskih struktura, pokazalo da prim brojevi igraju vodeću ulogu, jer je puno tih struktura u svojim osnovnim crtama identično malom broju "osnovnih", koje proizlaze iz dijeležnih svojstava cijelih brojeva.
Veliki doprinos algebri dao je mladi francuski genij Évariste Galois, koji je prvi sistematski uveo pojam grupe.  Njegov je rad doprinio slavljenom teoremu o nerješivosti jednadžbi stupnja višeg od 5 pomoću radikala i četiriju aritmetičkih operacija.
Od vremena Galoisa pa do naših dana, moderna algebra je prošla dugu evoluciju. Danas se algebra koristi u teoretskoj fizici, u informatici te kao osnova za izgradnju ostalih ogranaka matematike, kao što su analiza, geometrija, kombinatorika, i teorija brojeva.

## Strukture algebre
Algebra se bavi istraživanjem skupova i funkcija koje su definirani uz njih.  Najčešće je funkcija binarna (s dvama argumentima) i odlikuje se zatvorenošću: naime, svaki par argumenata daje ishod u izvornom skupu. (Primjer zatvorene operacije: zbrajanje na skupu cijelih brojeva većih od nule {\displaystyle \mathbb {N} }.  Primjer nezatvorene operacije: oduzimanje na istom skupu (jer, naprimjer, 1 - 3 nije veći broj od 0, makar i 1 i 3 jesu).

## Poveznice
- Linearna algebra
- Booleova algebra